# 三島町 (静岡県)
三島町（みしままち）は静岡県の東部、君沢郡・田方郡に属していた町である。

## 地理
- 山：海ノ平

## 歴史

### 沿革
- 1889年（明治22年）4月1日 - 町村制の施行により、君沢郡三島宿が浦町、市ヶ原町、大中島町、金谷町、茅町、木町、久保町、小中島町、芝町、新町、田町、茶町、長谷町、伝馬町、二日町、宮倉町、蓮行寺町、六反田町を編入して三島町が発足。
- 1896年（明治29年）4月1日 - 郡の統合により田方郡所属となる。
- 1935年（昭和10年）4月1日 - 北上村を編入。
- 1941年（昭和16年）4月29日 - 錦田村と新設合併して三島市が発足。同日三島町廃止。

## 交通

### 鉄道路線
- 鉄道省
  - 東海道本線
    - 三島駅
- 駿豆鉄道（現伊豆箱根鉄道）
  - 駿豆線
    - 三島駅 - 三島広小路駅 - 三島町駅（現三島田町駅） - 三島二日町駅

  - 軌道線（1963年廃止）
    - 三島広小路 - 木町